# Yang Kaihui

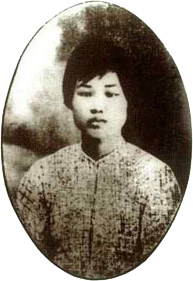
Yang Kaihui

Yang Kaihui, född 6 november 1901 i Bancang, Hunan-provinsen, död 14 november 1930 i Changsha, var en kinesisk kommunist och Mao Zedongs andra hustru.
Yang Kaihui var dotter till Yang Changji, en framstående intellektuell och rektor vid Hunans första lärarhögskola, som hade ett stort inflytande över den unge Mao Zedongs intellektuella utveckling. Hon var gift med Mao Zedong, i dennes andra äktenskap, från 1920 fram till sin död 1930. Paret fick tre barn, Mao Anying, Mao Anqing och Mao Anlong.
Yang Kaihui var aktivt engagerad i den kommunistiska politiken. Hon gick med i Kinas kommunistiska parti 1922 och arbetade sedan som agent för att förbereda kommunistiska resningar. När Mao flydde sin hemstad från Kuomintangs vita terror 1927 lämnade han Yang Kaihui i Changsha och hon undgick inledningsvis arrest från myndigheterna, delvis på grund av skydd från sin klan i hembyn Bancang. Under flykten i Jinggangbergen träffade Mao aktivisten He Zizhen, som han inledde ett förhållande med trots att han ännu inte skiljt sig från Yang.
1930 arresterades Yang Kaihui av myndigheterna som en repressalie mot kommunisternas gerillakrig i Jiangxi och Yang avrättades efter en summarisk rättegång sedan hon vägrat ta avstånd från Mao. Parets gemensamma barn överlevde dock och återförenades med Mao efter en tid.